# جای توریما
جای توریما (انگلیسی: Jai Taurima؛ زادهٔ ۲۶ ژوئن ۱۹۷۲) ورزشکار دو و میدانی اهل استرالیا است.
وی در مسابقات کشوری و بین‌المللی در مجموع برندهٔ ۱ مدال نقره شده‌است.